# Cantonul Latour-de-France
Cantonul Latour-de-France este un canton din arondismentul Perpignan, departamentul Pyrénées-Orientales, regiunea Languedoc-Roussillon, Franța.

## Comune
- Bélesta
- Caramany
- Cassagnes
- Estagel
- Lansac
- Latour-de-France (reședință)
- Montner
- Planèzes
- Rasiguères
- Tautavel